# Гохфайлер
Гохфайлер (італ. Gran Pilastro; нім. Hochfeiler) — гора заввишки 3510 метрів і найвища вершина Ціллертальських Альп на кордоні між Тіролем, Австрія та Південним Тіролем, Італія.